# Oberberndorf

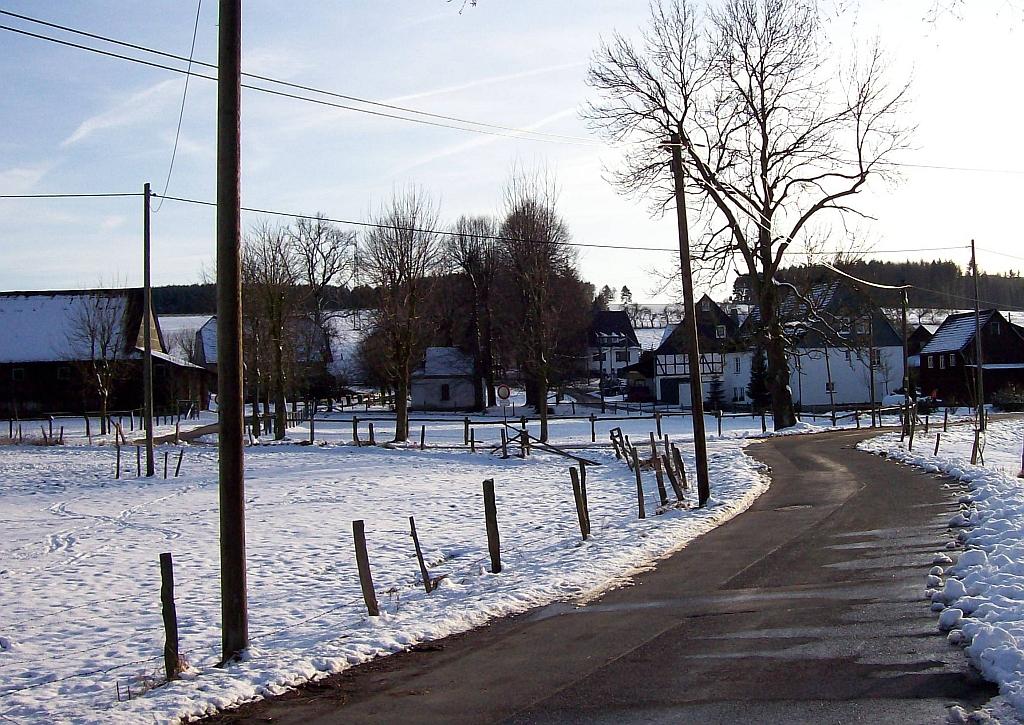
Ortseinfahrt Oberberndorf

Oberberndorf ist ein Ortsteil der Stadt Schmallenberg in Nordrhein-Westfalen.

## Geografie

### Lage
Das kleine Dorf liegt rund 5 km nordwestlich von Schmallenberg. Durch den Ort fließt die Werde. Sie mündet am Ortseingang in die Wenne. Das Landschaftsschutzgebiet Offenlandbereiche um Oberberndorf umgibt große Teile des Dorfes.

### Nachbarorte
Angrenzende Orte sind Arpe, Berghausen, Felbecke, Niederberndorf und Selkentrop.

## Geschichte
Henneke Knoche (Schulte zu Berndorf, Freischöffe und Freigraf der Länder Bilstein und Fredeburg) wurden in den Jahren 1437 bis 1451 mehrfach urkundlich erwähnt. 1536 wurde die steuerpflichtige Oberberndorfer Bevölkerung im Schatzungsregister namentlich erfasst. 1645 wurde Over Beretrup auf der Karte Westphalia Ducatus kartografisch erfasst. 1900 wohnten in Oberberndorf in neun Häusern 83 Einwohner.
Bis zur kommunalen Neugliederung in Nordrhein-Westfalen gehörte Oberdorf zur Gemeinde Berghausen. Seit dem 1. Januar 1975 ist Oberberndorf ein Ortsteil der Stadt Schmallenberg.

## Religion
In Oberberndorf steht eine Kapelle aus dem 17. Jahrhundert. Patron der Kapelle ist der Apostel Thomas. In den Jahren 1838/39 wurde die Kapelle von den Besitzern grundlegend erneuert.

## Persönlichkeiten aus Oberberndorf
- Godfried Richardi (* 1629 in Oberberndorf; † 9. April 1682), war vom 22. April 1671 bis zum 9. April 1682 Abt im Kloster Grafschaft
- Franz Schauerte (* 15. März 1848 Schmallenberg-Oberberndorf; † 6. September 1910 Oberberndorf) war Bischöflicher Kommissar in Magdeburg und Schriftsteller